# Cesare in Farmacusa
Cesare in Farmacusa è un'opera in due atti di Antonio Salieri, su libretto di Carlo Prospero Defranceschi. La prima rappresentazione ebbe luogo al Theater am Kärntnertor di Vienna il 2 giugno 1800.

## Trama
L'azione ha luogo nell'isola di Farmacusa.

## Discografia
- L'ouverture di Cesare in Farmacusa è compresa in Salieri: Overtures, CD pubblicato da Naxos. Direttore Michael Dittrich; orchestra della Radio Slovacca.[2]